# Чан Тхэк Сан
Чан Тхэк Сан (кор. 장택상?, 張澤相?; 22 октября 1893,  Чхильгок, Корея — 1 августа 1969, Сеул, Южная Корея ) — южнокорейский государственный деятель, премьер-министр Республики Корея (1952).

## Биография
Окончил Эдинбургский университет.
В 1950—1961 гг. — депутат Национального Собрания Южной Кореи.
- август-декабрь 1948 г. — министр иностранных дел и торговли Южной Кореи,
- 1950—1952 гг. — заместитель председателя Национального Собрания,
- 1950—1956 гг. — председатель суда импичмента (impeachment court) Южной Кореи,
- апрель-май 1951 г. — и. о. министра внутренних дел,
- май-октябрь 1952 г. — премьер-министр Южной Кореи.

В 1952—1954 гг. — президент федерации футбола Южной Кореи.